# (17649) Brunorossi
(17649) Brunorossi est un astéroïde de la ceinture principale.

## Description
(17649) Brunorossi est un astéroïde de la ceinture principale. Il fut découvert le 17 octobre 1996 à Colleverde par Vincenzo Silvano Casulli. Il présente une orbite caractérisée par un demi-grand axe de 2,61 UA, une excentricité de 0,18 et une inclinaison de 15,5° par rapport à l'écliptique.

## Compléments